# Proceroblesthis prolata
Proceroblesthis prolata är en skalbaggsart som beskrevs av Maria Helena M. Galileo och Martins 1987. Proceroblesthis prolata ingår i släktet Proceroblesthis och familjen långhorningar. Inga underarter finns listade i Catalogue of Life.